# Chrysogorgiidae
Chrysogorgiidae Verrill, 1883 è una famiglia di octocoralli dell'ordine Alcyonacea.

## Descrizione
Chrysogorgiidae comprende un centinaio di specie di gorgonie caratterizzate da regolari motivi geometrici ramificati e un asse altamente calcificato che presenta tipicamente una lucentezza metallica.
Le colonie hanno una forma tipicamente ramificata a ventaglio o a frusta, e possono raggiungere dimensioni anche superiori a 1,5 metri. La maggior parte delle specie sono prive di zooxantelle.

## Distribuzione e habitat
Sono distribuite in modo molto ampio in quasi tutti i mari del mondo, compresi quelli polari, anche se non sono presenti nel Mediterraneo. Si trovano normalmente in acque profonde, ma alcune specie possono trovarsi anche a profondità di 15–20 m.

## Tassonomia
La famiglia è composta dai seguenti generi:

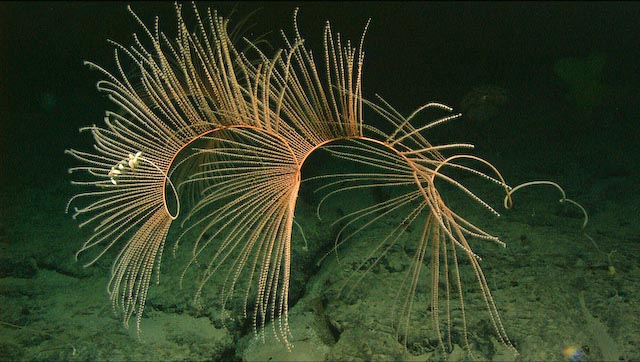
Iridogorgia magnispiralis

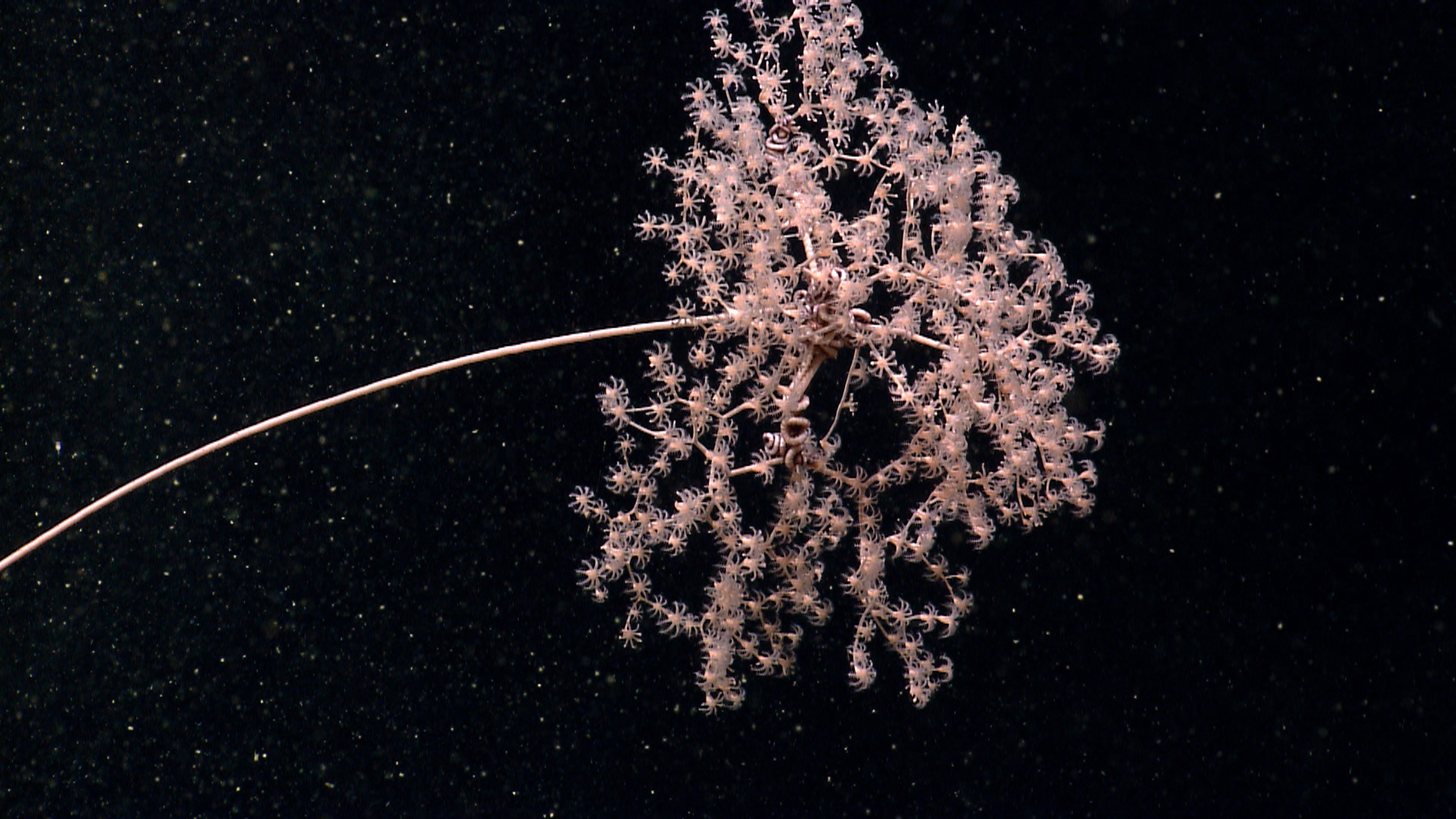
Metallogorgia melanotrichos

- Chalcogorgia Bayer, 1949
- Chrysogorgia Duchassaing & Michelotti, 1864
- Distichogorgia Bayer, 1979
- Flagelligorgia Cairns & Cordeiro, 2017
- Helicogorgia Verrill, 1883
- Iridogorgia Verrill, 1883
- Metallogorgia Versluys, 1902
- Pleurogorgia Versluys, 1902
- Pseudochrysogorgia Pante & France, 2010
- Radicipes Stearns, 1883
- Rhodaniridogorgia Watling, 2007
- Stephanogorgia Bayer & Muzik, 1976
- Trichogorgia Hickson, 1904
- Xenogorgia Bayer & Muzik, 1976